# みなみの大地
みなみの 大地（みなみの だいち、1988年11月19日 - ）は、日本の俳優。鹿児島県出身。元スターダストプロモーション所属。旧芸名は南野 大地（読み同じ、2017年8月1日に改名）。

## 人物
- 趣味はキャンプ、ギター。
- 特技はイラスト、ソフトボール。

## 出演

### テレビドラマ
- 今日から俺は!! - 開久高校の演劇部員（2018年、日本テレビ）
- 結婚相手は抽選で - 笹原吾郎（2018年、フジテレビ）
- まだ結婚できない男 - 川上（2019年、フジテレビ）
- 女子高生の無駄づかい（2020年、テレビ朝日）
- 大河ドラマ 青天を衝け（2021年、NHK）

### バラエティー番組
- 有田ジェネレーション（2017年、TBS）